# Senopterina foxleei
Senopterina foxleei is een vliegensoort uit de familie van de Platystomatidae. De wetenschappelijke naam van de soort is voor het eerst geldig gepubliceerd in 1962 door Shewell.